# Покотилов, Анатолий Павлович
Анатолий Павлович Покотилов (укр. Анатолій Павлович Покотилов; (23 февраля 1935, с. Украинка (теперь Витовский район, Николаевская область, Украина) — 26 июня 2012) — передовик сельского хозяйства в Украинской ССР, Герой Социалистического Труда (1966).

## Биография
Родился 23 февраля 1935 году в селе Украинка Витовского района Николаевской области в семье колхозника.
В 1951 году окончил 7 классов. Работал разнорабочим, помощником комбайнера в колхозе имени Шевченко.
С 1954 по 1957 годы проходил военную службу в Вооруженных Силах СССР.
После демобилизации работал комбайнером совхоза «Авангард» Жовтневого района.
С 1963 года — звеньевой механизированного звена орошаемого земледелия.
В 1966 году удостоен звания Героя Социалистического Труда.

## Общественная деятельность
Член КПСС с 1960 года. Избирался членом Николаевского обкома КПУ и Жовтневого райкома КПУ.
В 1970 году избран депутатом Совета национальностей Верховного Совета СССР 8-го созыва.

## Награды
- Золотая медаль «Серп и Молот» Героя Социалистического Труда;
- Орден Ленина;
- Медаль «В ознаменование 100-летия со дня рождения Владимира Ильича Ленина».

## Семья
Семья Покотилових известна как крестьянская династия. Отец, П. Я. Покотилов, вырастил пятерых сыновей: кроме старшего — Анатолия, это ещё и звеньевой, кавалер орденов Ленина и «Знак Почёта» Виктор Покотилов; звеньевой, кавалер орденов Октябрьской Революции и Трудового Красного Знамени, лауреат республиканской комсомольской премии имени М. Островского Александр Покотилов.
В 1978 году на студии «Укртелефильм» был снят фильм о трудовой династии Покотиловых.

## Личная жизнь
Жена: Покотилова Надежда Владимировна (02.09.35). Дети: Покотилова (Дорошенко) Галина Анатольевна (29.08.58), Покотилова (Яцкевич) Наталья Анатольевна (25.12.59), Покотилов Сергей Анатольевич (16.09.64). Внуки: Дорошенко Елена Сергеевна (20.12.77), Покотилов Игорь Сергеевич (04.03.83), Покотилова Ирина Сергеевна (11.12.87).